# نیمچا
نیمچا، یک شمشیر یک‌دستی از شمال آفریقا است که به ویژه در مراکش و الجزایر استفاده می‌شود. نوعی شمشیر یا سیف است. نیمچای بازمانده که در قرن شانزدهم در شمال آفریقا محبوب شد، معمولاً از اواخر قرن ۱۸ به بعد بود و به دلیل استفاده از تیغه‌های قدیمی‌تر قابل توجه است. از نظر سبک، اغلب دسته‌هایی از نوع عربی با طغرا روی تیغه داشتند.

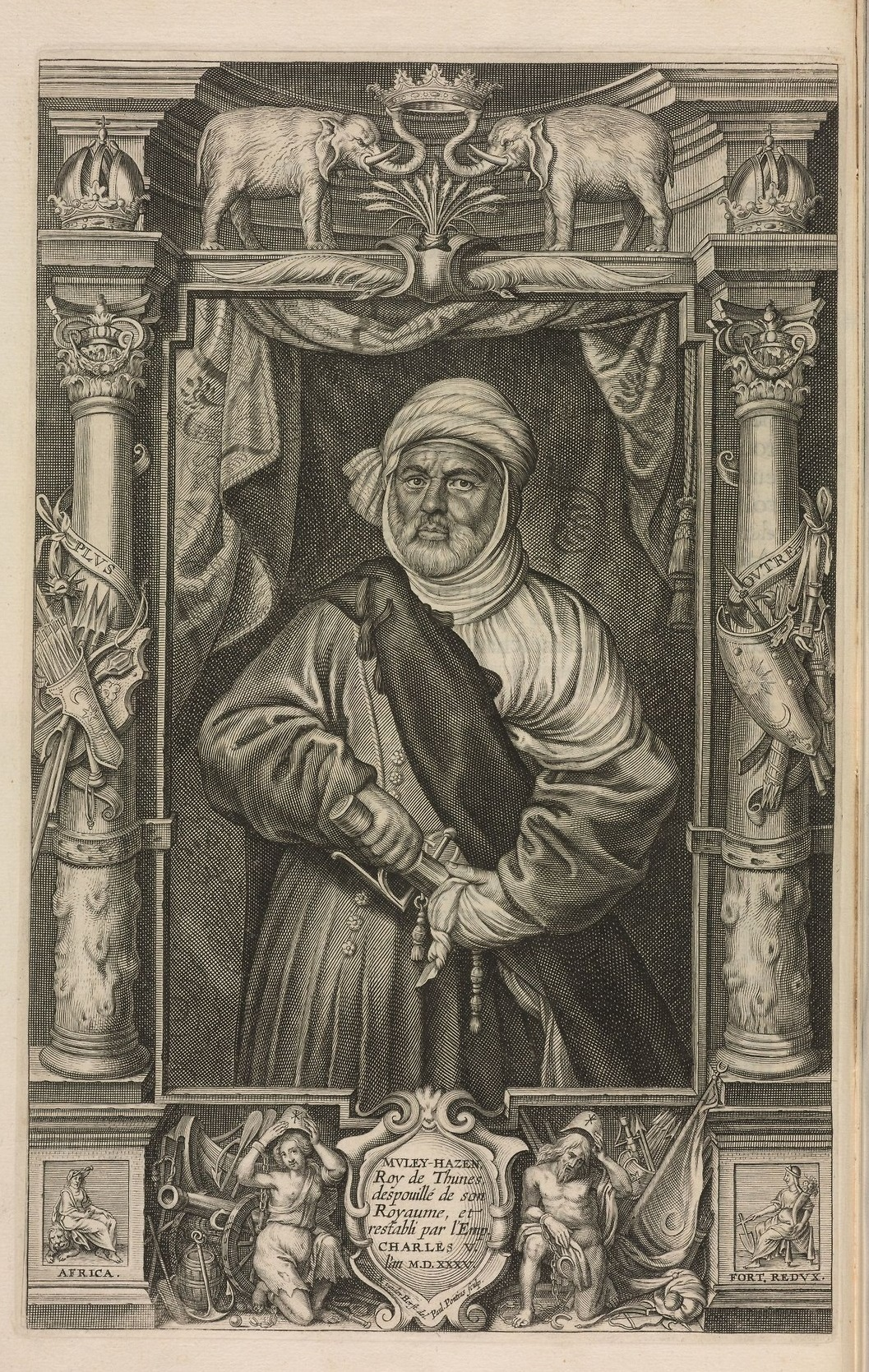
نگارهٔ قدیمی از سلطان حفصید تونس که نیمچایی در دست دارد.